# Humaitá (Amazonas)
Humaitá é um município brasileiro localizado no interior do estado do Amazonas. Sua população, de acordo com estimativas do Instituto Brasileiro de Geografia e Estatística (IBGE) era de 57 195 habitantes em 2021.
Situada no entrocamento entre as rodovias Transamazônica e Manaus-Porto Velho, Humaitá é banhada pelo Rio Madeira, sendo uma das principais cidades da hidrovia homônima. A cidade faz parte também do chamado "Arco Norte Amazônico", com grande potencial agropecuário e logístico.

## Toponímia
Para Machado, Etimológico da Língua Portuguesa, o significado seria derivado do tupi (“mbaitá” = Papagaio pequeno) (Machado, 2003, pág. 246). Mas seu fundador dera este nome devido a uma das batalhas que o Brasil travou contra o Paraguai no Forte Humaitá.

## História
Os primeiros habitantes da região foram os indígenas, que praticavam a economia de subsistência, como a caça, a pesca, o extrativismo e a agricultura familiar. Os rios Maici e Marmelo - também chamados de rios Torá e Tenharim - abrigavam a maior parte das etnias indígenas que povoavam o lugar, sendo grandemente numerosos. As principais etnias que habitavam a região eram os Parintintins e os Pirarrãs e outros Muras.
Humaitá remonta suas origens ao ano de 1693, com a fundação da Missão de São Francisco, fundada pelos jesuítas no rio Preto, afluente do rio Madeira.
José Francisco Monteiro, um comerciante, foi um dos primeiros colonizadores da localidade, que chegou à região em busca de riquezas em 15 de maio de 1869. Nesta época, a Missão de São Francisco, fundada pelos jesuítas em 1693, estava instalada num lugar chamado Pasto Grande, no Rio Preto, próximo à atual cidade. Por conta dos constantes ataques dos índios, a sede da freguesia foi transferida em 1888, com o nome de Freguesia de Nossa Senhora da Conceição do Belém de Humaitá. A transferência ocorreu por força da Lei nº 790 de 13 de novembro daquele ano, e a transição foi feita pelo comendador.
O município foi criado pelo Decreto Nº 31 de 4 de fevereiro de 1890, tendo sua área territorial desmembrada do município vizinho de Manicoré, através do Decreto-Lei nº 95-A de 10 de abril de 1891, assinado pelo governador Eduardo Ribeiro. Neste ano também aconteceu a fundação do primeiro jornal da cidade, O Humaythaense (o segundo jornal, O Madeirense, foi fundado anos depois, em 1917), assim como a vinda do primeiro destacamento da Polícia Militar do Amazonas para o município. Em outubro de 1894, no auge do Ciclo da Borracha, Humaitá foi elevada à categoria de cidade.

## Geografia
Localiza-se a uma latitude 07º30'22" sul e a uma longitude 63º01'15" oeste, estando a uma altitude de 90 metros. Possui uma área de 33.071,00 km² (670º lugar no país e 13º lugar no estado, pouco superior à área do estado de Alagoas e um dos maiores do estado em área territorial) e área urbana de 8.63 km².
Até o ano de 2017, Humaitá se localizava oficialmente na Mesorregião do Sul Amazonense e Microrregião do Madeira. Com a nova divisão regional do país criada pelo Instituto Brasileiro de Geografia e Estatística (IBGE) em 2017, passou a integrar a Região Geográfica Intermediária de Lábrea e Região Geográfica Imediata de Manicoré.
Limita-se com os municípios de Manicoré ao norte e leste; Porto Velho e Machadinho d'Oeste, ambos no Estado de Rondônia, ao sul; e Tapauá e Canutama ao oeste.

### Clima
Quente e úmido com duas estações do ano: uma chuvosa “inverno” que vai de outubro a abril e outra de estiagem “verão” que vai de maio a setembro. No meio do ano, às vezes acontece o fenômeno da “friagem” que é uma queda da temperatura provocada pelo deslocamento da Massa de Ar Polar Atlântica.

### Vegetação
O município é coberto pela Floresta Amazônica com sua exuberante riqueza em espécies vegetais e animais. Com a chegada dos missionários no século XVII ainda possuía uma imensa floresta equatorial, porém com a exploração desordenada de madeira, animais e a formação de enormes campos para agricultura e a pecuária, muitas espécies vegetais desapareceram.

### Relevo
Humaitá esta a 90m acima do nível do mar, possui algumas praias como: Praia de São Miguel e Praia do Paraíso, localizada no rio Madeira; Praia do Ipixuna, localizada a 40 km no rio Ipixuna. Humaitá localiza-se na Planície Amazônica e seu relevo contém:

#### Terra firme
Terrenos altos que não alagam, onde nascem grandes árvores tanto para venda como para utilização local, como: castanheiras, seringueiras (Havea Brasiliense), cedro, itaúba, louro, pau-rosa, curupira, acariquara, jatobá.

#### Várzea

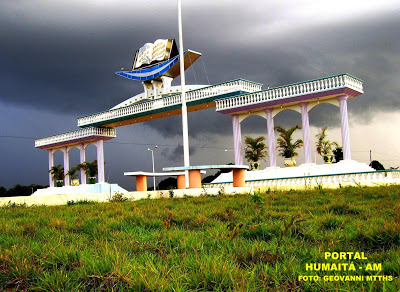
Portal Rio Madeira em Humaitá-AM, localizada as margens da BR 230 (Transamazônica). Foto: Geovanni Batista

Terrenos baixos e alagadiços, localizados às margens dos rios, lagos e paranás. As espécies vegetais encontradas são: taxizeiro, marimari, samaúma e a muratinga. Após alagada, ela seca ficando com as terras férteis prontas para agricultura. Exemplos de várzea: Ilha das Pupunhas, Puruzinho, nestes terrenos aparecem extensões de areia (Praias). Existem as praias de São Miguel e Paraíso às margens do rio Madeira, e a Praia do Ipixuna às margens do rio Ipixuna a 40 km de Humaitá.

#### Igapós
Terrenos mais baixos das margens dos cursos d’água escura, vivem permanentemente alagados, existindo uma vegetação típica, como: apuizeiro, buriti, tarumanzeiro e marajazeiro. E é utilizado também para pesca.

### Hidrografia
Rio Madeira, um dos maiores da Bacia Amazônica e de fundamental importância para a vida dos ribeirinhos. Dele se tira a água, o peixe e em alguns lugares o ouro, além de ser um importante meio de transporte. Fazem também parte da hidrografia os rios: Marmelo, Maicí, Machado e Ipixuna, além dos Igarapés Caxiri, Behém, Banheiro, Pupunha, Puruzinho,.... e dos Lagos: Pupunha, Paraíso, Uruapiara, dos Reis, do Antonio, do Acará entre outros.

## Demografia

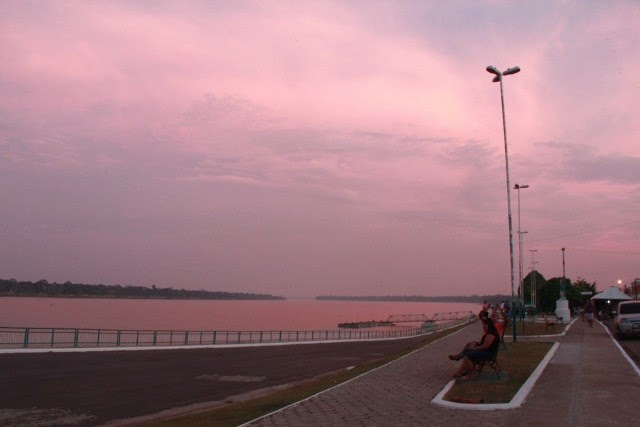
Orla de Humaitá é um dos principais pontos turísticos do sul do Amazonas. Foto (José Rodrigues)

Sua população estimada em 2021 era de 57 195 habitantes (Censo de 2021 do IBGE), com 69% de sua população em área urbana.
- População urbana: 40.037
- População rural: 16.107
- Densidade demográfica [2010]: 1,34 hab/km²

Segundo estimativas do IBGE em 2020, a população do município era de 57 195 habitantes.

## Trabalho e Rendimento
Em 2018, o salário médio mensal era de 1.9 salários mínimos. A proporção de pessoas ocupadas em relação à população total era de 6.5%. Na comparação com os outros municípios do estado, ocupava as posições 10 de 62 e 14 de 62, respectivamente. Já na comparação com cidades do país todo, ficava na posição 2678 de 5570 e 4684 de 5570, respectivamente. Considerando domicílios com rendimentos mensais de até meio salário mínimo por pessoa, tinha 48.2% da população nessas condições, o que o colocava na posição 50 de 62 dentre as cidades do estado e na posição 1702 de 5570 dentre as cidades do Brasil.

### Etnias
População residente por etnia (Censo 2000)
- Pardos - 62,03%
- Branco - 30,95%
- Indígenas - 3,20%
- Pretos - 3,06%
- Amarelos - 0,11%
- Sem declaração - 0,65%

### Notáveis de Humaitá
- Ver Humaitaenses notórios

### Religião

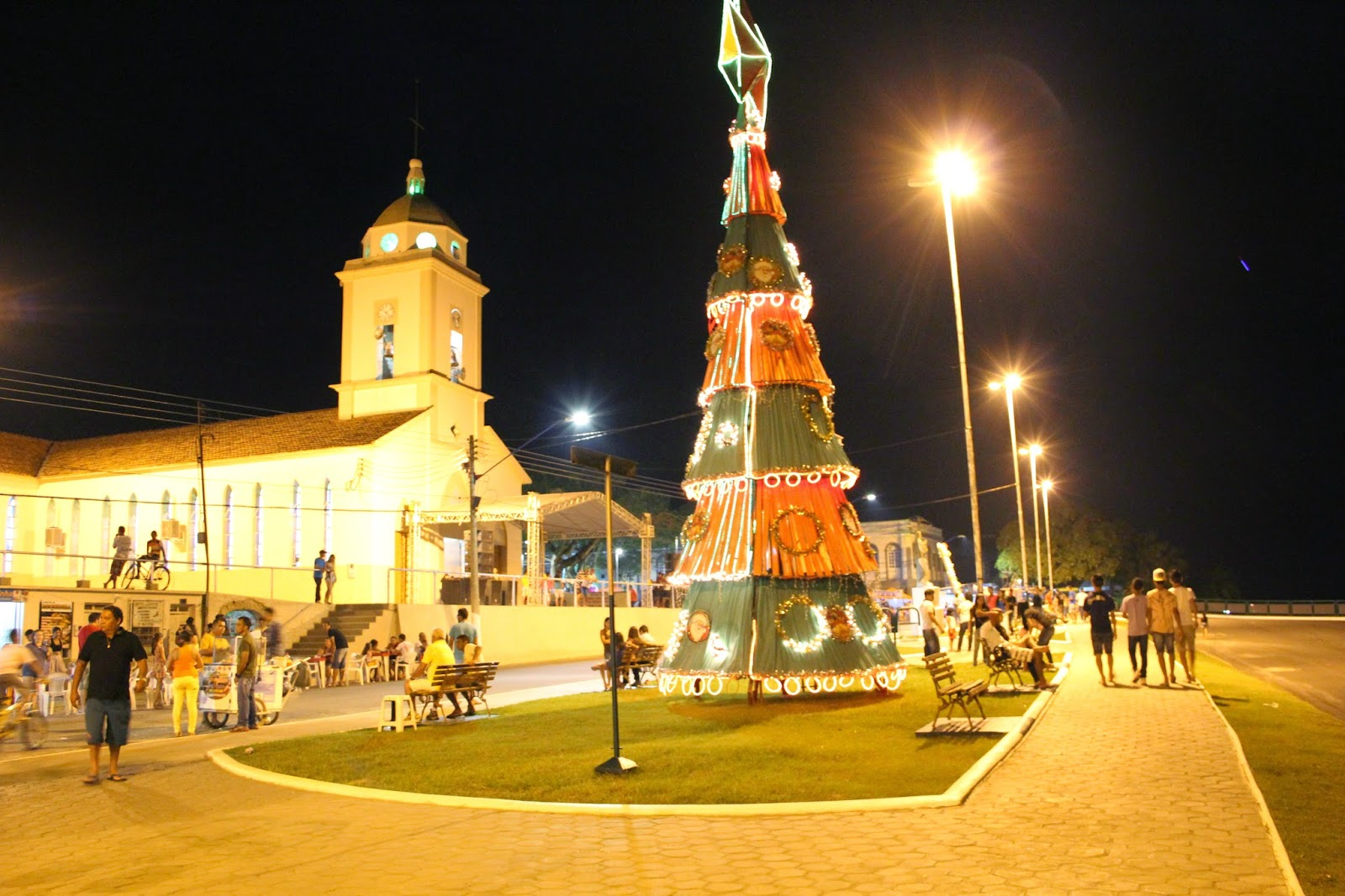
Catedral Nossa Senhora da Imaculada Conceição.

População do município por religião:  
- Católicos - 34.183 habitantes.
- Protestantes - 6.874 habitantes.
- Espíritas - 203 habitantes.

#### Templos
- Paróquia Imaculada Conceição (Igreja Matriz)[16]
- Paróquia de São Domingos Sávio[16]
- Paróquia de São Francisco de Assis[16]
- Área Missionária de São Cristóvão [17]
- Igreja de Nossa Senhora da Rosa Mística
- Igreja Batista Nacional Canaã da Paz
- Igreja Pentecostal Monte de Sião
- Igreja Assembleia de Deus
- Igreja Universal do Reino De Deus
- Primeira Igreja Batista
- Igreja Internacional Da Graça De Deus
- Igreja Adventista do Sétimo Dia
- Igreja Presbiteriana
- Igreja do Evangelho Quadrangular
- Igreja Mundial do Poder De Deus

Ver também: Diocese de Humaitá

## Política

### Símbolos
Os símbolos do município de Humaitá são a bandeira, o brasão e o hino.

### Poder executivo
A cidade já foi governada por 30 prefeitos.
O prefeito atual é José Cidenei Lobo do Nascimento, conhecido como Dedei Lobo, do PSC, eleito em 2020 para a gestão 2021-2024

### Poder legislativo
No legislativo possui 15 vereadores.

### Poder judiciário
No judiciário Humaitá é uma comarca da Justiça Estadual e conta com o Fórum Doutor Tocandira Balbi Carreira.
Possui 2 varas cíveis.

## Economia
A economia do município está baseada na agropecuária, extrativismo vegetal e indústria, principalmente madeireira. A agropecuária também está em expansão, já a indústria é incipiente. O município dispõe ainda de um Produto Interno Bruto (PIB) de R$ 493 743 750 em 2016, o que o coloca como o décimo município com maior PIB no Amazonas.

### Turismo
Situada próximo a divisa com o estado de Rondônia e distante da capital do estado Manaus, Humaitá destaca-se por suas belezas naturais. A região também atrai muitos turistas ligados a atividade da pesca.

#### Pontos turísticos
- Praia de São Miguel: localizada no Rio Madeira.
- Praia do Paraíso: também localizada no Rio Madeira.
- Praia do Ipixuna: localizada a 45 km da cidade, no Rio Ipixuna.
- Portal Rio Madeira: Na entrada da Cidade.
- Orla de Humaitá: Localizada as margens do Rio Madeira em Frente a praça da Matriz e da Catedral

#### Eventos
Segue aqui o calendário de eventos do município:
- Agrotec
- Festejos da Padroeira Nossa Senhora da Imaculada Conceição
- 15 de Maio ( Aniversario de Humaitá)

## Cultura
Conhecida como a Terra da Mangaba, Humaitá é um dos berços culturais e intelectuais do Estado do Amazonas. A cidade e riquíssima culturalmente devido à influência das várias culturas que a compõe, como indígena, negra e do sul do país.  

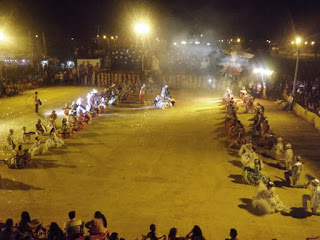
Apresentação das agremiações no festival folclórico de Humaitá-AM.

## Festival Folclórico de Humaitá
O evento difunde uma das maiores manifestações populares da cultura brasileira, as quadrilhas juninas e os bois bumbas. As agremiações se preparam durante meses para se apresentar no festival, que acontece em agosto.
São esperados milhares de pessoas nas duas noite de festas entre população e turistas vinda dos diversos cantos do país. Apenas as agremiações convidadas se apresentam no evento.

### Expohuma ( Exposição Agropecuária de Humaitá)
A Expohuma é uma das maiores festas do setor agropecuário no Amazonas, que é realizada anualmente pela Prefeitura de Humaitá, por intermédio das secretarias de Agricultura e Cultura, no período de setembro no Parque de exposições Dr Renato Pereira Gonçalves, localizado no quilômetro 6 da BR 319.
O evento é realizado com muita animação, com provas de tiro de laço e tambor, montaria profissional em touros, exposições de animais – bovinos, suínos e equinos –,e  exposição de produtos da agricultura familiar.
“Rainha do Rodeio” Este concurso tem suas peculiaridades e não basta, apenas, ser bonita e simpática para vencer. Além de desfilar sua beleza na passarela a candidata também tem que mostrar habilidade com o berrante e no manejo com o chicote, o que não são tarefas fáceis

## Urbanização
Humaitá possui um urbanismo misto com ruas que ora correm em formato retilíneo, ora são vias tortuosas.

### Subdivisões
A cidade se divide em 13 bairros distribuídos em treze zonas.

#### Bairros
O município possui treze bairros, são eles:
| Bairro             | Região        |
| ------------------ | ------------- |
| São Domingos Sávio | Zona Norte    |
| Divino Pranto      | Zona Norte    |
| Nossa Srª do Carmo | Zona Sul      |
| São José           | Zona Sul      |
| São Francisco      | Zona Sul      |
| Santo Antônio      | Zona Leste    |
| Centro             | Zona Leste    |
| Nova Humaitá       | Zona Noroeste |
| Nova Esperança     | Zona Noroeste |
| Nova Esperança II  | Zona Noroeste |
| São Pedro          | Zona Oeste    |
| São Sebastião      | Zona Oeste    |
| Novo Centenário    | Zona Nordeste |
| São Cristóvão      | Zona Sudoeste |

#### Regiões
Humaitá está dividida em seis regionais (regiões) para fins administrativos e segurança. São eles: Zona Sudoeste, Zona Oeste, Zona Sul, Zona Leste, Zona Norte e Zona Noroeste.

### Infraestrutura

#### Comunicações
Correios
O código de área (DDD) de Humaitá é 97 e o Código de Endereçamento Postal (CEP) da cidade é 69800-000.
- Agências
  - Ac Humaitá

Internet
Em Humaitá há serviços de internet discada e banda larga (ADSL) e serviços de fibra ótica sendo oferecidos por diversos provedores de acesso gratuitos e pagos (GC TELECOM, JMB FIBRAS e STAMP CIBER LAN). O serviço de telefonia móvel, é oferecido pelas operadoras Claro, TIM e Vivo. 
Rádios
- 104.9 - Rádio  FM
- 670 - Rádio AM

Televisão
Fora a Rede Amazônica Humaitá, afiliada à TV Globo, as demais emissoras de televisão chegam ao município através de retransmissoras.

#### Saúde
O município possuía, em 2009, 13 estabelecimentos de saúde, sendo 10 públicos e 3 privados, entre hospitais, pronto-socorros, postos de saúde e serviços odontológicos. Neles havia 46 leitos para internação. Em 2014, 98% das crianças menores de 1 ano de idade estavam com a carteira de vacinação em dia. Em 2015, foram registrados 941 nascidos vivos, ao mesmo tempo que o índice de mortalidade infantil foi de 14,9 óbitos de crianças menores de cinco anos de idade a cada mil nascidos vivos. No mesmo ano, 32,4% das crianças que nasceram no município eram de mães adolescentes. Cerca de 99,2% das crianças menores de 2 anos de idade foram pesadas pelo Programa Saúde da Família em 2014, sendo que 0,7% delas estavam desnutridas.
Até 2009, Humaitá possuía 4 estabelecimentos de saúde especializados em clínica médica, obstetrícia e pediatria, e nenhum estabelecimento de saúde com especialização em psiquiatria, cirurgia bucomaxilofacial ou traumato-ortopedia. Dos 13 estabelecimentos de saúde, apenas 2 deles era com internação. Até 2016, havia 78 registros de casos de HIV/AIDS, sendo que 14,29% dos casos registrados foram em pessoas até os 24 anos de idade. Entre 2001 e 2012 houve 1338 casos de doenças transmitidas por mosquitos e insetos, sendo a principal delas a dengue e a leishmaniose.
Principais estabelecimentos
- UBS Doutora Maria Do Socorro Rodrigues
- Hospital Doutora Luiza da Conceição Fernandes

#### Acesso e transporte

Rodovias BR-135 e Transamazônica, que cruzam com Humaitá.

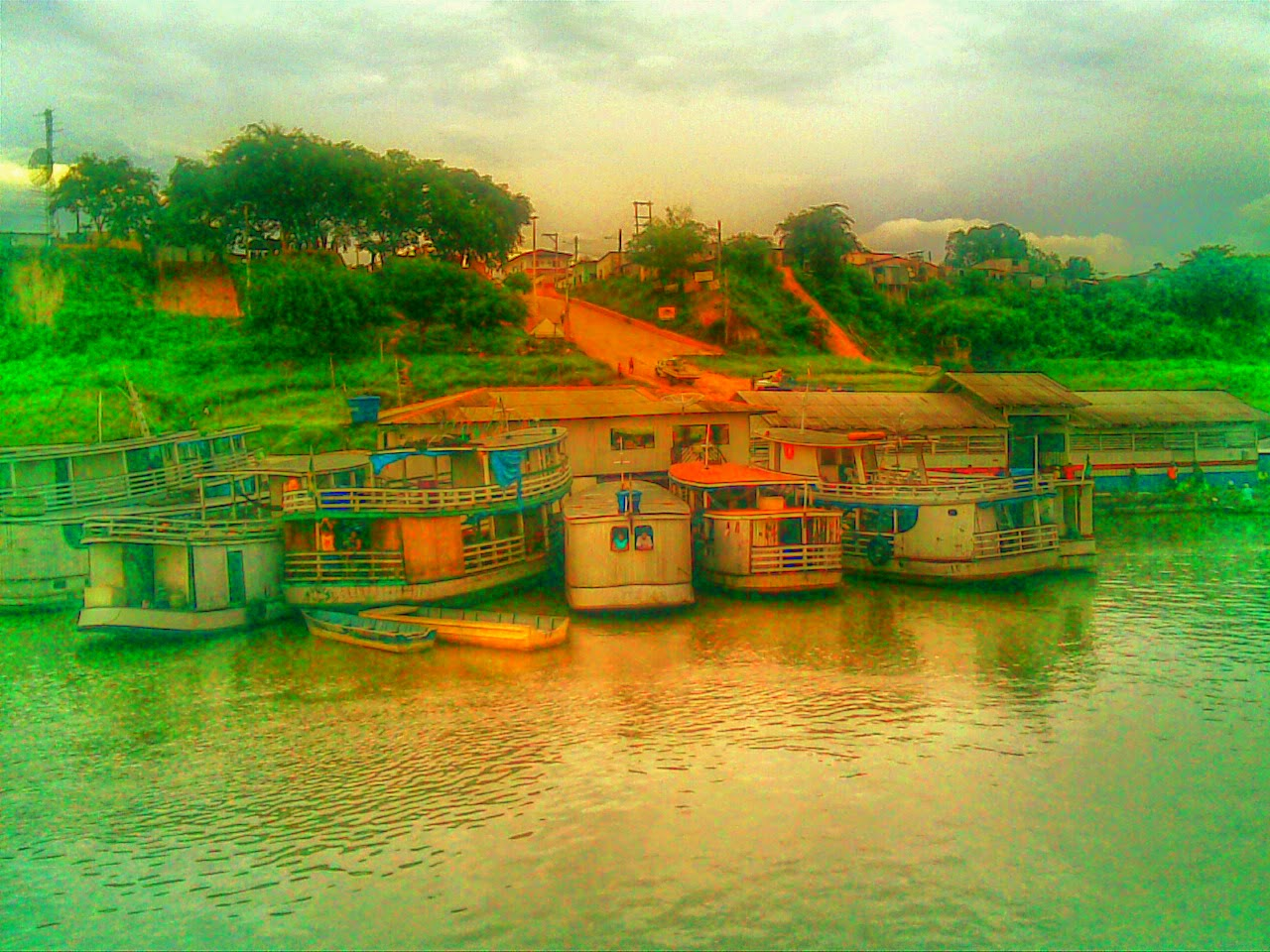
Transporte fluvial de Humaitá, com algumas balsas atracadas.

A rodovias que atende Humaitá são a Transamazônica (que corta o Brasil de leste a oeste, sendo a rodovia transversal mais longa de todo norte-nordeste e que também serve como importante avenida da cidade), além da BR-319 (que liga a cidade a Manaus, Porto Velho, Ji-Paraná, Vilhena e Rio Branco). Outras vias que se destacam dentro da cidade são a Rua Monteiro, Avenida Gusmão, Avenida Cinco de Setembro, Rua Circular Municipal, Rua Padre Luís Venzon, Rua Edmundo Monteiro, Avenida Padre José, Rua Álvaro Botelho Maia e Rua São Três.
Rodoviária de Humaitá
O município possui ainda linhas de transporte rodoviário de passageiros com o Terminal Rodoviário de Humaitá para vários destinos no estado e restante do Brasil. É atendida por algumas empresas, entre elas Amatur e Eucatur, além da empresa fantasma Trans Brasil.
Aeroporto de Humaitá
Localiza-se na Transamazônica e suas coordenadas são as seguintes: 07°32'01"S de latitude e 63°03'02"W de longitude. Possuindo uma pista de 1200m de massa asfáltica. Apesar disso, desde o ano de 2016 a cidade de Humaitá não está operando voos comerciais, sendo a última a operar a cia MAP. Sendo constatado que no site da empresa MAP não aparece mais a opção de voos para Humaitá partindo de Manaus.
Transporte fluvial
A hidrovia do Madeira é atualmente uma das mais importantes do país – por ela passam as balsas graneleiras que dão escoamento à produção de grãos do Centro Oeste brasileiro e de Rondônia para Itacoatiara e Belém e de lá, para o comércio exterior. De barco, em três dias chega-se a Manaus e em um dia chega-se em Porto Velho.

#### Bancos
- Banco do Brasil
- Banco da Amazônia
- Bradesco Dia & Noite
- Caixa Econômica Federal

#### Ensino
Educação básica
 Taxa de escolarização de 6 a 14 anos de idade [2010]: 90,4 %;
Matrículas no ensino fundamental [2018]: 9.094 matrícula;
Matrículas no ensino médio [2018]: 2.486 matrículas;
Docentes no ensino fundamental [2018]: 435 docentes;
Docentes no ensino médio [2018]: 154 docentes ;
Existem no município escolas de ensino básico e médio:
- Centro Educacional Evangélico Betel
- Centro de Excelencia Irmã Maria Carmem Crinebolde
- Escola Estadual Oswaldo Cruz (Ensino Médio)
- Escola Estadual Plínio Ramos Coelho. (GM3)
- Escola Estadual GIlberto Mestrinho. (Ensino FUndamental)

Educação superior
Também existem no município escolas de ensino superior:
- Instituto Federal de Educação, Ciência e Tecnologia do Amazonas - IFAM
- Universidade do Estado do Amazonas - UEA
- Universidade Federal do Amazonas - UFAM

#### Segurança
- Polícia Militar do Estado do Amazonas - 4º BPM
- Disk Denúncia Polícia Militar e Corpo Bombeiros